# Subnautica
Subnautica — це пригодницька відеогра в жанрі виживання у відкритому ігровому світі, що була розроблена та опублікована студією Unknown Worlds Entertainment. Гра дозволяє персонажу гравця вільно досліджувати океан на віддаленій невідомій планеті, позначеній як планета 4546B, для чого йому потрібно постійно шукати ресурси для виживання. В цій боротьбі за виживання, гравцю також прийдеться боротися з різними водними істотами що населяють океан.
У грудні 2014 року Subnautica  з'явилась у ранньому доступі для платформ Microsoft Windows; у червні 2015 року для Mac OS X; і у травні 2016 року для Xbox One. Повноцінний випуск гри відбувся у січні 2018 року виключно для платформ Microsoft Windows під Steam. Пізніше, 4 грудня 2018 року, почалося розповсюдження, через онлайн-магазини Discord та Epic Games, версій для Xbox One та PlayStation 4.
Subnautica має автономне доповнення під назвою Subnautica: Below Zero, яке отримало ранній доступ з 30 січня 2019 року.

## Ігровий процес
Subnautica — це пригодницька відеогра в жанрі виживання, дії якої відбуваються у відкритому ігровому світі з точки зору від першої особи. Гравець втілюється в єдиного вцілілого члена екіпажу космічного корабля «Аврора», який був збитий невідомим енергетичним променем над вигаданою океанською планетою 4546B.
Основна мета гравця — дослідження ігрового світу та подолання викликів планети, одночасно з рухом ігровою історією. Subnautica дозволяє гравцеві збирати ресурси, конструювати інструменти, бази та підводні човни, а також взаємодіяти з дикою природою планети.
Більшість гри відбувається під водою, з двома доступними для дослідження островами. Гра має динамічний денний і нічний цикл, який впливає на геймплей та оточення, а також чотири режими складності:
- «Виживання», в якому гравцеві доведеться займатися пошуком їжі, видобутку води та кисню. Якщо гравець помирає, то втрачає деякі предмети з свого інвентарю.

- «Режим свободи», в якому параметри голоду і спраги вимикаються.

- «Хардкорний режим» — схожий на виживання, за винятком того, що після смерті, гравець більше не зможе відродитись і все починається з початку.

- «Творчий режим», при якому показники голоду, спраги, здоров'я та кисню незадіяні; доступні усі технічні креслення, для виготовлення яких не потрібні ресурси, а підводний транспорт не потребує енергії та не пошкоджується.

Особливістю гри є те, що вона не дає чіткого напрямку як треба рухатись сюжетом і що конкретно для цього потрібно. Всі рішення приймаються гравцем абсолютно вільно, проте логічні бар'єрі не дадуть потрапити в певне місце, без відповідного розвитку. Наприклад, щоб зануритись на глибину — потрібно змайструвати необхідне обладнання, а отже відшукати для нього креслення. Гра буде обережно підводити гравця до відкриття нових міст для дослідження — через сигнали порятунку від інших рятувальних капсул, які можуть надходити в той момент, коли гравцю може здатися, що він загубився.
Гра офіційно підтримує гарнітури VR, такі як HTC Vive та Oculus Rift з додатковим вводом клавіатури та миші або ігрового контролера згідно з сторінкою продажу гри на Steam.

## Сюжет

Космічний корабель «Аврора» після катастрофи на океанічній мілині планети 4546В.

Події Subnautica відбуваються в кінці 22 століття, коли людство починає колонізувати планети в космосі. Космічний корабель «Аврора», побудований транс-системним урядом Альтерра, був направлений до зовнішніх кордонів контрольованого простору у свою першу подорож. Його мета — побудова надшвидкісної космічної структури, відомої також як Фазові грати, і пошук загубленого корабля «Дегазі», що в минулому зазнав аварії на планеті 4546B. При наближенні «Аврори» до цієї планети його вдарив невідомий енергетичний імпульс, після чого пошкоджений корабель падає на її поверхню в районі океанічної мілини. Декілька рятувальників з «Аврори», під час аварії, встигають відстрелити рятувальні капсули. В одній з таких капсул перебуває й головний персонаж, що починає пошук інших вцілілих і згодом дізнається, що він залишився єдиним живим членом «Аврори». З часом, гравець знаходить покинуті бази і записи членів зниклого екіпажу «Дегазі», з яких дізнається про долю яка їх спіткала.
Гравець також дізнається про існування «Передвісників», чужорідної раси, яка прилетіла на цю планету для дослідження бактерій і однойменної хвороби «Хараа». Внаслідок порушення стримування бактерій, вони потрапляють до екосистеми планети 4546B, через що запроваджується режим автоматичного карантину. Для цього прибульці встановили Платформу Забезпечення Карантину (схожу на ППО), що автоматично збиває будь-які кораблі, які намагаються покинути, висадитися або вийти на орбіту планети, щоб запобігти, таким чином, поширенню бактерії в інших світах. Персонаж гравця стає свідком роботи ПЗК, коли інший корабель, «Сонячний промінь», отримавши сигнал лиха від «Аврори», прибуває на допомогу і гине при вході в атмосферу.
При спробі гравця деактивувати установку відбувається збій через виявлення «зараження» у його ігрового персонажа. Отже, щоб покинути планету, гравець повинен відшукати покинуту базу «Передвісників», яка знаходиться на океанічній глибині і знайти там найбільшу на планеті істоту — Морського Імператора Левіафана, стару самицю, що здатна виробляти ліки — захисний «Фермент 42». «Передвісники» виявили, що симбіоз Морського Імператора з маленькими місцевими істотами «Peepers» допомагає розповсюджувати ослаблену форму ферменту в регіоні. Це підтримує флору та фауну планети живою, але якості ферменту недостатньо для викорінення хвороби повністю. Спроби прибульців вивести з яєць молодь Морського Імператора зазнали невдачі, а спроба добути фермент через яйця іншого виду велетенських істот й призвела до порушення стримування і об'явлення карантину.
Після зустрічі і телепатичної бесіди гравця з самицею Імператора, він дізнається, що «Передвісники» припустилися помилки, оскільки не мали спеціального інкубаційного ферменту. Самиця просить гравця допомогти їй вилупити свої яйця, оскільки її молодь виробляє ліки в більш чистому виді. Для цього вона дає йому креслення інкубаційного ферменту. Після того, як гравець допомагає вилупитися молоді Морського Імператора, він отримує від них чисту форму захисного «Ферменту 42» і повністю позбувається хвороби. Тепер він може вимкнути Платформу Забезпечення Карантину і покинути планету на сконструйованій ним ракеті «Нептун», креслення якої він отримав раніше. Гравець полишає планету і гра закінчується.

## Розробка

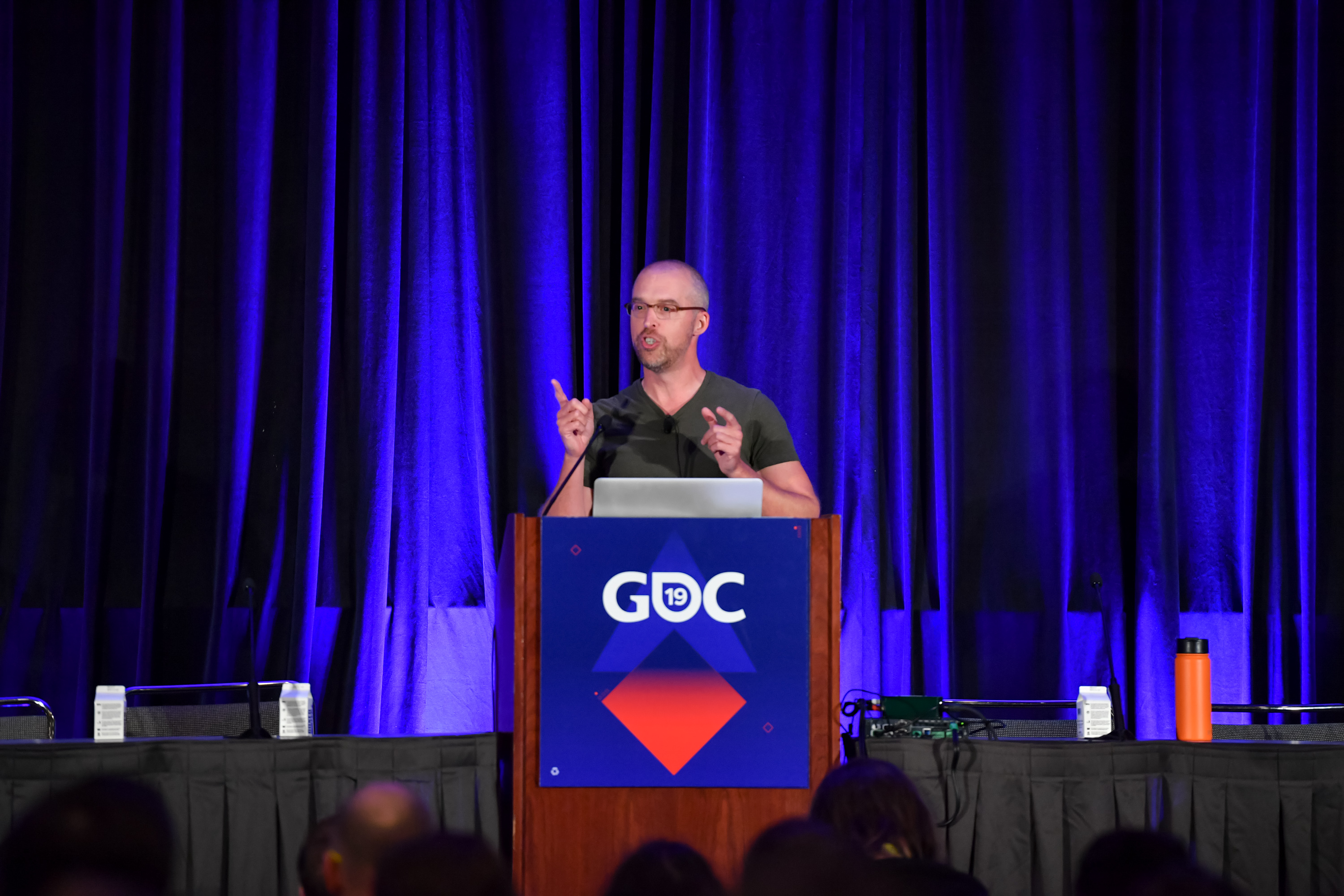
Чарлі Клівленд на Game Developers Conference у 2019 році.

Анонс розробки гри Subnautica від студії  Unknown Worlds Entertainment відбувся 17 грудня 2013 року, з Чарлі Клівлендом (Charlie Cleveland), в якості директора та ведучого ігрового програміста і Х'ю Джеремі (Hugh Jeremy) — в якості продюсера.
Команда розробників вирішила використовувати для гри ігровий рушій Unity, а не Spark, рушій, який використовувався для їх попередньої гри Natural Selection 2. Продюсер Subnautica Х'ю Джеремі виправдав це рішення через різні вимоги, які гра ставить до двигуна, і «тому що [ команда] не включає людей, які працюють над Spark, для Subnautica недоречно використовувати Spark. Використовуючи Unity для Subnautica, Spark може продовжувати розвиватися в певних напрямках, тоді як Subnautica розвивається в інших. Використовувати Spark для Subnautica було б схоже на спробу помістити квадратний кілочок у круглий отвір».
Також, команда розробників виступила проти того, щоб гра містила вогнепальну зброю. Чарлі Клівленд описав Subnautica як «один голос за мир з меншою кількістю зброї», оскільки в реальності достатньо збройного насилля, (якщо пригадати Стрілянину у школі Сенді-Хук) і, таким чином спонукати гравців думати про «ненасильницькі та творчі підходи для вирішення наших проблем».
Subnautica з'явилась у ранньому доступі Steam 16 грудня 2014 року де знаходилась до 23 січня 2018 року. Ранній доступ на Xbox One Preview відбувся 17 травня 2016 року.
Повна версія Subnautica побачила світ 23 січня 2018 року для ігрової платформи Steam.

## Відгуки
| Агрегатор  | Оцінка                                    |
| ---------- | ----------------------------------------- |
| Metacritic | (PC)87/100 (PS4) = 81/100 (XONE) = 82/100 |

| Видання         | Оцінка |
| --------------- | ------ |
| Game Revolution | [ 24 ] |
| GameSpot        | 9/10   |
| IGN             | 9,1/10 |

| Видання | Оцінка |
| ------- | ------ |
| PlayUA  | 90/100 |

Subnautica отримала позитивне сприйняття ще на стадії раннього доступу. Ян Бірнбаум (Ian Birnbaum) з видання PC Gamer описав гру Subnautica як «підводний Minecraft», зауваживши, що "з досвідченим розробником за кермом та безмежною різноманітністю океанів, з якими потрібно грати, знадобиться багато чого, щоб Subnautica пішла не так як треба. Панель інструментів стає все глибшою, і форма кінцевої гри стає все яснішою, Subnautica стане унікальним прикладом того, як виживання може бути напруженим, корисним та веселим ". Марш Девіс (Marsh Davies) з Rock, Paper, Shotgun високо оцінив корисну природу дослідження світу Subnautica, але критикував «свавілля» та відсутність інтуїції в деяких ігрових рецептах.
Після виходу гра отримала «загалом позитивні відгуки» на всіх платформах згідно з агрегатором оглядів Metacritic. Бен «Яхтзі» Крошоу (Ben «Yahtzee» Croshaw) в серії відео оглядів Zero Punctuation для The Escapis, дав грі в цілому позитивний відгук, вказавши, що «Підводні дослідження — це невід'ємно приваблива концепція: весь цей новий світ, що розстилається перед вами, робить його ще більш чудовим завдяки своїй суворій ворожості». Між тим він критикував, що це було «… трохи не інтуїтивним і трохи глючним». Однак пізніше він зарахує цю гру, як другу улюблену гру 2018 року, у своєму відео наприкінці року. Михайло Петрунів, з українського видання PlayUA, зазначив, що гра варта купівлі, де серед причин вказав, що «Subnautica створила мою власну, неповторну пригоду, де події, здебільшого, були пов'язані з моїми рішеннями».

### Номінації та нагороди
- У 2018 році на щорічній церемонії Golden Joystick Awards гра Subnautica від Unknown Worlds Entertainment була номінована в категоріях: Кращій ігровий дизайн, Кращій звуковий дизайн, Студія року, Гра ПК року, Ультимативна гра року та Breakthrough Award (Unknown Worlds).[30][31] Перемога була здобута в категоріях Гра ПК року (PC Game of the Year) та Прорив року (Breakthrough Award (Unknown Worlds)).[32]
- У 2018 році Subnautica перемогла на церемонії Gamers’ Choice Awards в категорії Найулюбленіша фан інді-гра (Fan Favorite Indie Game).[33]
- У 2019 році Subnautica була номінована D.I.C.E. Awards в категорії Видатні досягнення в ігровому дизайні.[34]
- У 2019 році гра Subnautica була номінована National Academy of Video Game Trade Reviewers в категоріях Гра року та Звукові ефекти.[35]
- У 2019 році гра Subnautica була номінована 15th British Academy Games Awards в категорії Original Property.[36]